# Australische Badmintonmeisterschaft 2019
Die Australische Badmintonmeisterschaft 2019 fand vom 24. bis zum 27. Februar 2019 im H. Thompson Badminton Centre in Hobart statt. 

## Sieger und Platzierte
| Disziplin    | Gold                             | Silber                             | Bronze                          |
| ------------ | -------------------------------- | ---------------------------------- | ------------------------------- |
| Herreneinzel | Jacob Schueler                   | Peter Yan                          | Wesley Caulkett                 |
| Herreneinzel | Jacob Schueler                   | Peter Yan                          | Oon Hoe Keat                    |
| Dameneinzel  | Jiang Yingzi                     | Wendy Chen                         | Jennifer Tam                    |
| Dameneinzel  | Jiang Yingzi                     | Wendy Chen                         | Louisa Ma                       |
| Herrendoppel | Matthew Chau Lim Ming Chuen      | Lukas Defolky Raymond Tam          | Michael Fariman Tran Hoang Pham |
| Herrendoppel | Matthew Chau Lim Ming Chuen      | Lukas Defolky Raymond Tam          | Tang Huaidong Eric Vuong        |
| Damendoppel  | Setyana Mapasa Gronya Somerville | Sylvinna Kurniawan Jennifer Tam    | Deyanira Angulo Wendy Chen      |
| Damendoppel  | Setyana Mapasa Gronya Somerville | Sylvinna Kurniawan Jennifer Tam    | Majan Almazan Jodee Vega        |
| Mixed        | Simon Leung Gronya Somerville    | Tran Hoang Pham Sylvinna Kurniawan | Lim Ming Chuen Jiang Yingzi     |
| Mixed        | Simon Leung Gronya Somerville    | Tran Hoang Pham Sylvinna Kurniawan | Eric Vuong Louisa Ma            |